# Schloss Eglisau

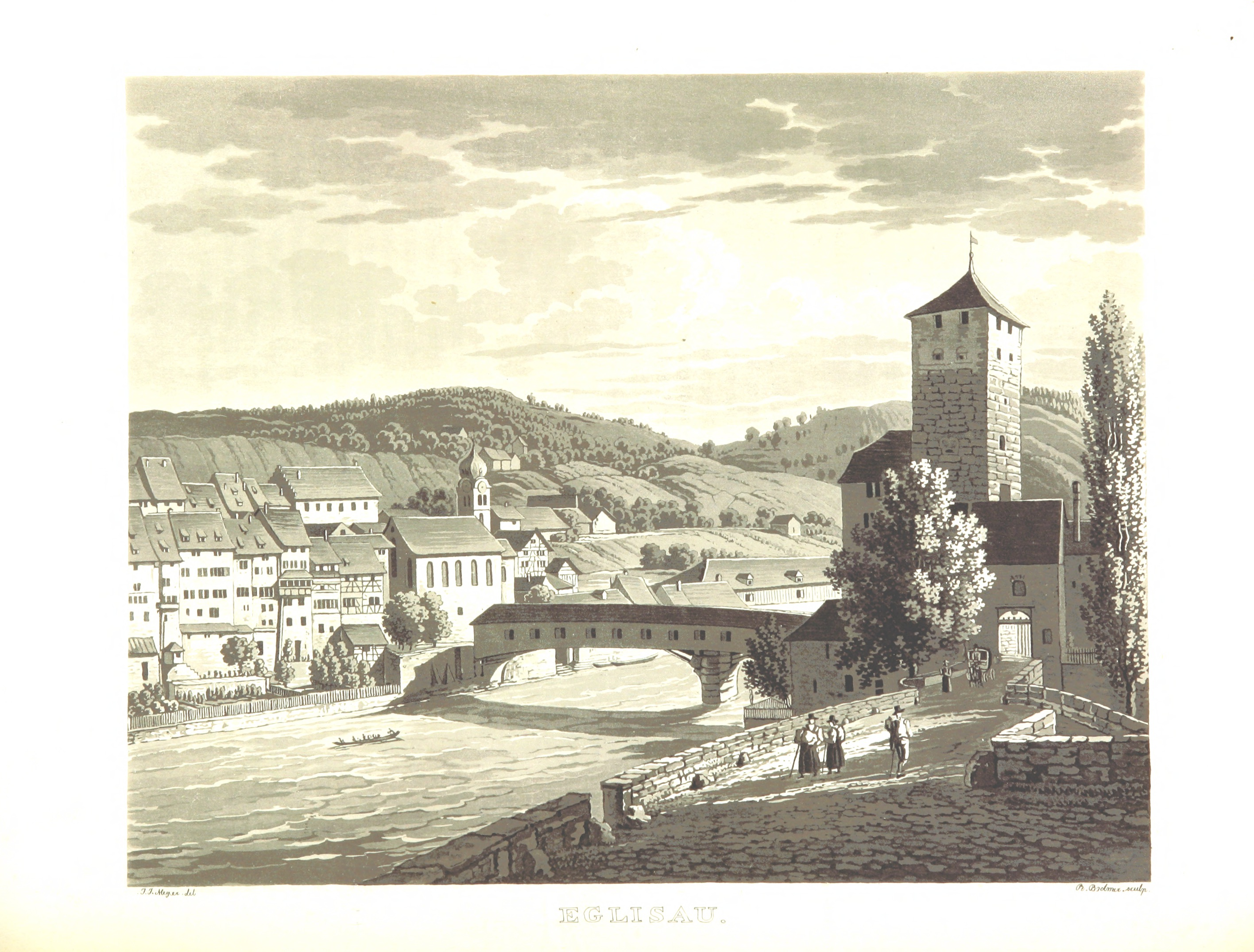
Städtchen und Schloss Eglisau von Westen

Das Schloss Eglisau war eine Schlossanlage auf dem Gebiet der heutigen Gemeinde Eglisau im Kanton Zürich in der Schweiz. Sie geht auf eine mittelalterliche Burg zurück und wurde im 19. Jahrhundert weitgehend abgebrochen. Die Schlossscheune und der Burggraben mit Brücke sind jedoch erhalten geblieben. Die Überreste werden zusammen mit dem Städtchen Eglisau als Kulturgut von regionaler Bedeutung eingestuft und stehen unter Denkmalschutz.

Das Schloss Eglisau im Jahr 1800, mit zerstörter Rheinbrücke im Hintergrund

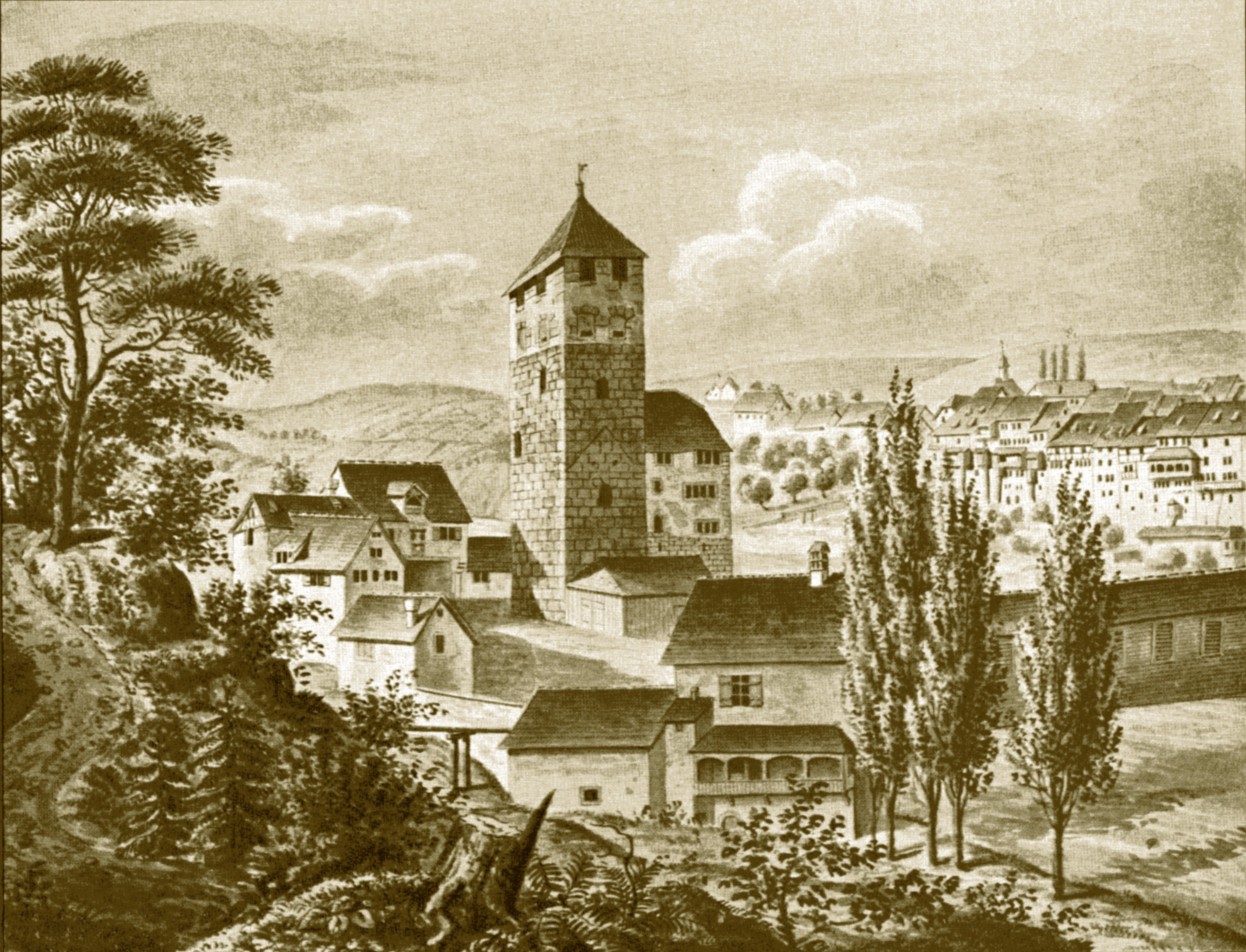
Das Schloss Eglisau im Jahr 1840, nach dem Abbruch des Neuen Schlosses

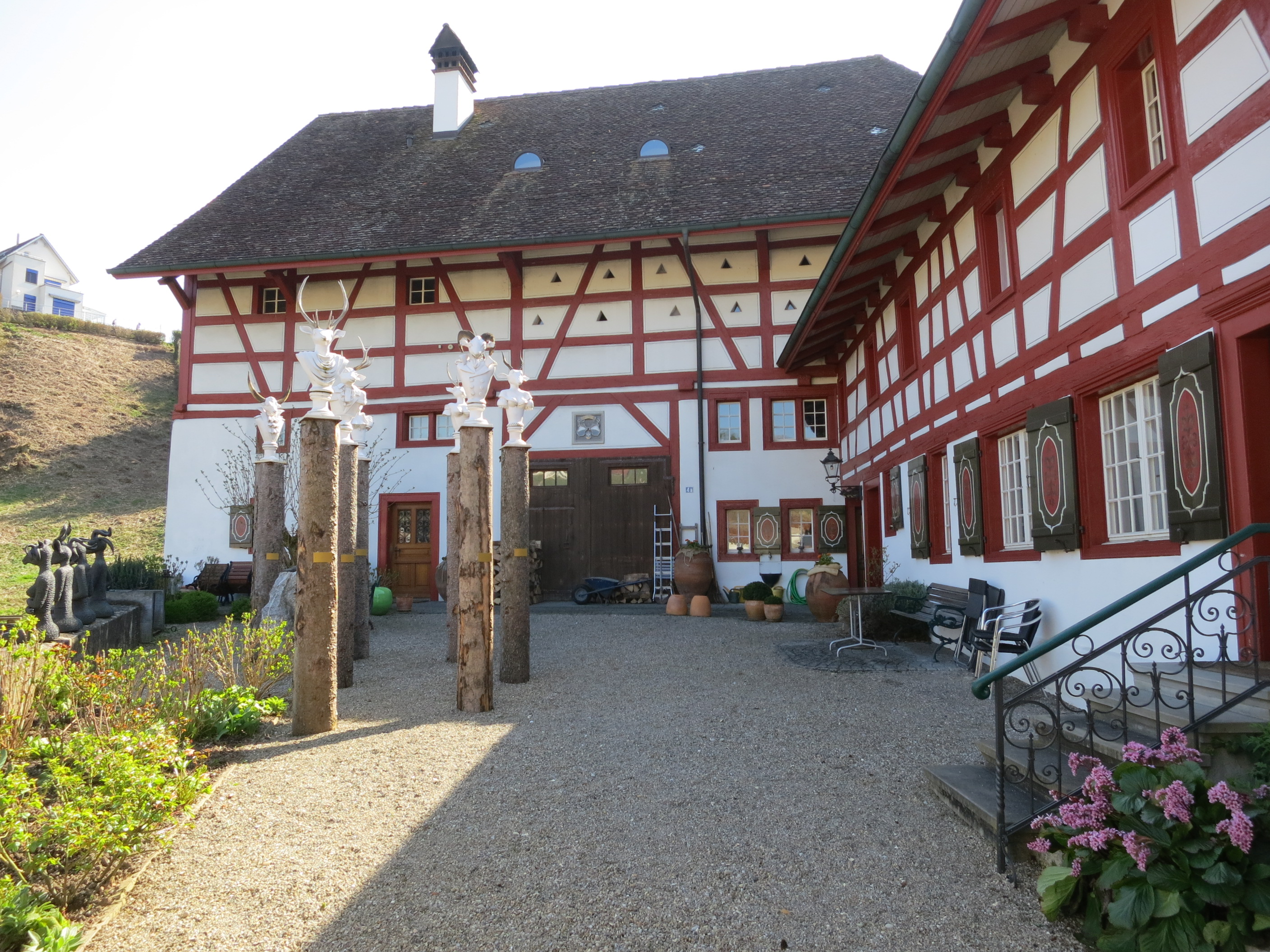
Die bis heute erhalten gebliebene Schlossscheune

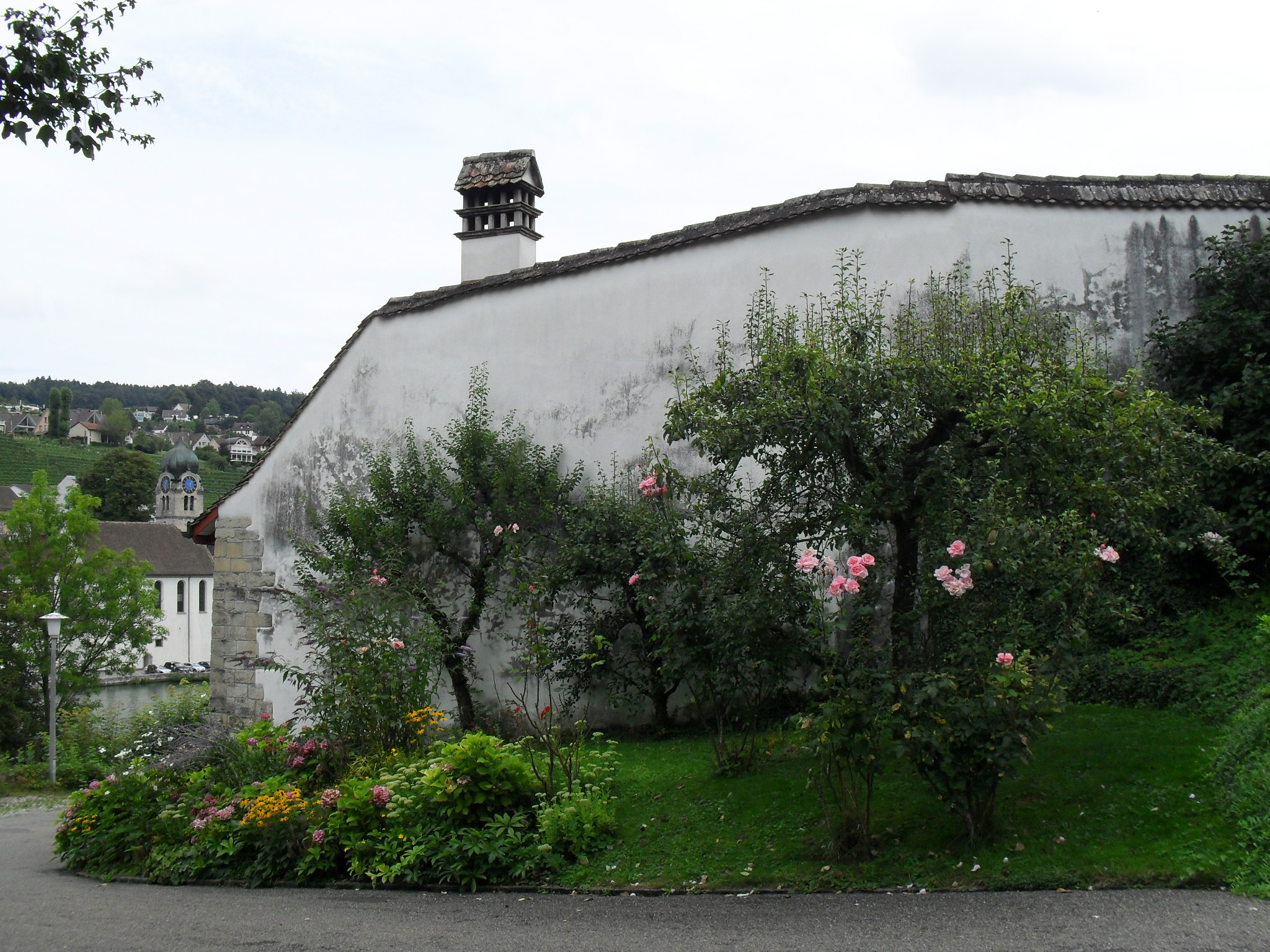
Das massive Mauerwerk auf der Westseite der Schlossscheune

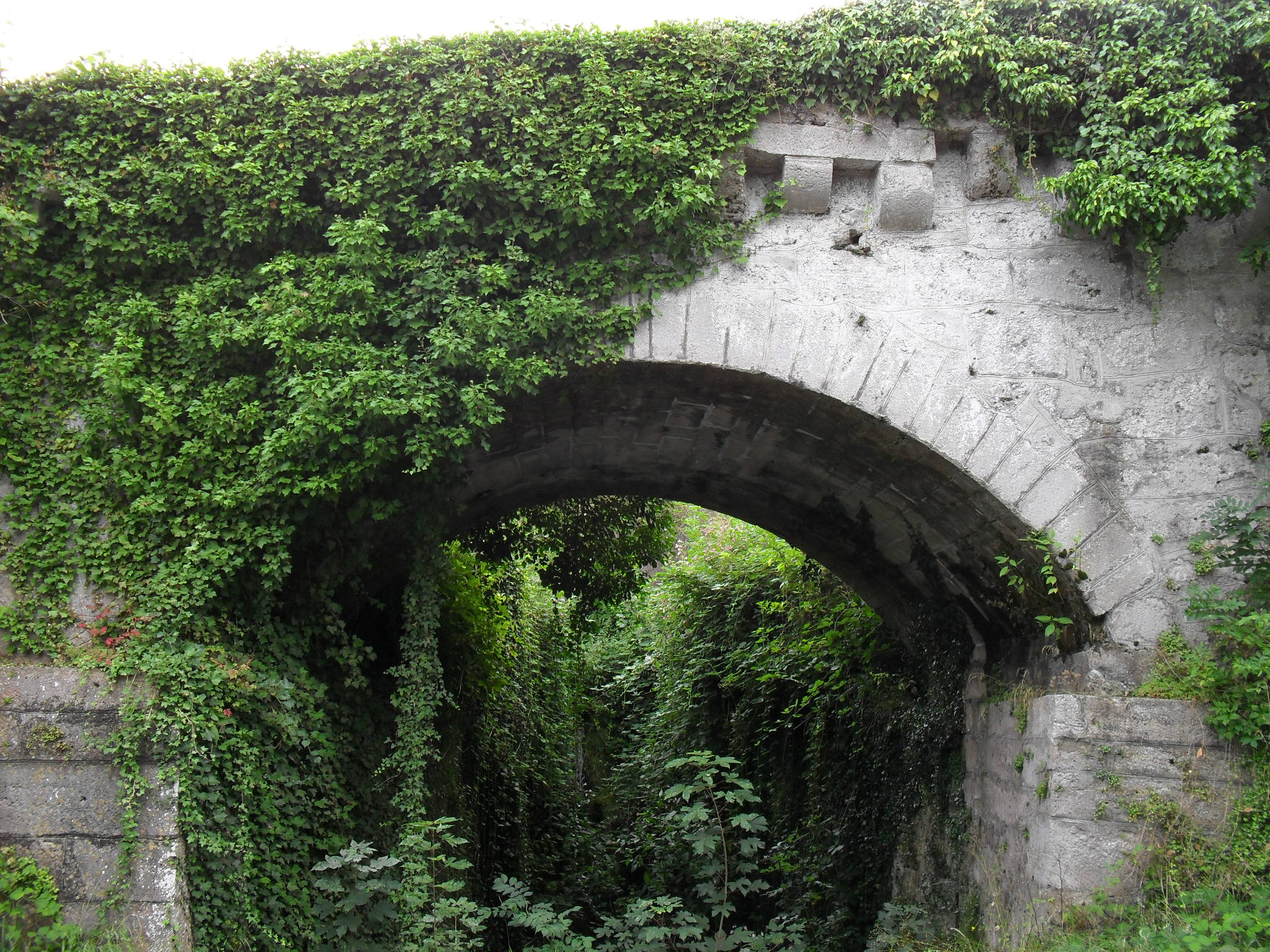
Der erhaltene Brückenbogen über den ehemaligen äusseren Burggraben

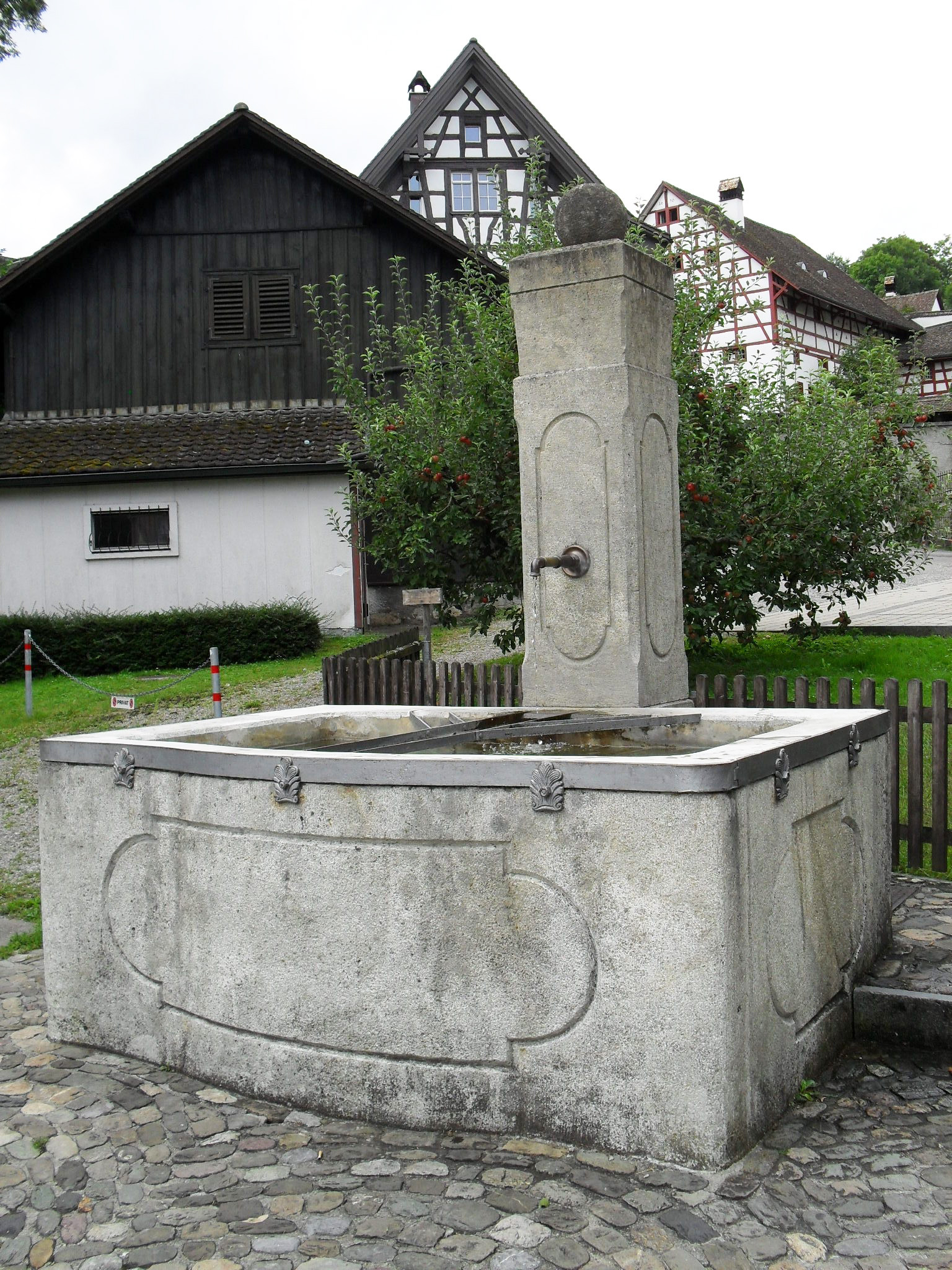
Der versetzte Schlossbrunnen am Ende der Lochmühlestrasse

## Lage
Die Burg wurde direkt am linken Rheinufer, gegenüber dem Städtchen Eglisau, auf einem Molassefelssporn errichtet. Vermutlich baute man sie auf dem Fundament und mit Materialien eines früheren römischen Wachturms. Aufgrund der Lage diente sie der Beherrschung sowohl des Brückenübergangs wie auch des Wasserwegs. Die südlich des Bauwerks gelegene Rheinhalde konnte dank dem rund 40 Meter hohen Bergfried überblickt werden.

## Geschichte
In der zweiten Hälfte des 11. Jahrhunderts bauten die Grafen von Kyburg-Dillingen einen Bergfried. Später ging die Burg an die Freiherren von Tengen über, die 1268 nördlich des Bergfrieds einen Wohnturm anbauten, der Ritterhaus genannt wurde. Im Verlauf der Zeit wurden ausserdem diverse Wirtschaftsgebäude erstellt.
Im Spätmittelalter wurde parallel zum Rhein das sogenannte Neue Schloss, ein langes Gebäude in gotischem Stil, mit kreuzförmigem Grundriss, angebaut. Dieses enthielt nicht nur beheizte Wohnräume und eine Küche, sondern auch repräsentative Prunkräume, eine Badestube und eine Schlosskapelle. Die Strasse nach Eglisau führte von Süden her über einen steinernen Brückenbogen über den äusseren Burggraben zum Torhaus der Schlossanlage, an welches das alte Zollhaus angebaut war. Anschliessend durchquerte man den äusseren Schlosshof und anschliessend einen finsteren Tunnel, der unter dem Neuen Schloss hindurch zur alten Rheinbrücke führte.
1463 wurde die Burg zusammen mit der ganzen Herrschaft Eglisau an die Stadt Zürich verkauft, welche diese noch am selben Tag an den Freiherrn Bernhard Gradner aus der Steiermark weiterverkaufte. 1496 ging sie wieder zurück an die Stadt Zürich, welche das Schloss fortan als Sitz der Zürcher Landvögte nutzte. 1789 musste mit Salomon Landolt der letzte Landvogt sein Amt niederlegen. Darauf wurden 1810/1811 das Neue Schloss, 1841/1842 der Bergfried sowie das Ritterhaus und 1852 schliesslich auch noch das Zollhaus abgerissen. Die Schlossscheune und die über den äusseren Burggraben führende steinerne Bogenbrücke sind bis heute erhalten geblieben.
Am massiven, meterdicken Mauerwerk auf der Westseite der Schlossscheune ist bis heute erkennbar, dass auch dieses, ausserhalb des Burggrabens gelegene Gebäude zur Wehranlage gehörte. Ebenfalls erhalten blieb der Schlossbrunnen aus Mägenwiler Kalk, in dem die Landvögte einst Forellen aufbewahrt haben sollen. Er stand ursprünglich im Schlosshof und befindet sich heute beim Gebäude des Pontonier-Fahrvereins Eglisau, am Ende der Lochmühlestrasse. Zu den erhaltenen Überresten können auch die abgetragenen Buckelquader des Schlosses aus Kalktuffstein gezählt werden, mit denen in Eglisau unter anderem Stützmauern errichtet wurden. Das Inventar des Schlosses wurde an Händler und Liebhaber versteigert. 1950 gelang es dem Schweizerischen Landesmuseum, in den USA eine Wappenscheibe zu erwerben, die ursprünglich aus dem Schloss Eglisau stammte. Eine Kopie davon kann im Weierbachhaus besichtigt werden. Die ebenfalls bis heute erhaltene, neben der Schlossscheune gelegene Lochmühle ist bereits seit 1683 in privatem Besitz und wird daher nicht mehr zu den Wirtschaftsgebäuden des ehemaligen Schlosses gezählt.